# Olympische Jeugdwinterspelen 2012
In 2012 werden voor de allereerste keer de Olympische Jeugdwinterspelen gehouden. Deze Winterspelen worden elke 4 jaar georganiseerd onder auspiciën van het Internationaal Olympisch Comité en is bedoeld voor sporters van 14 tot 18 jaar. Deze editie werd gehouden in het Oostenrijkse Innsbruck
De sporten op het evenement zijn hetzelfde als die op de Olympische Spelen, maar met een gelimiteerd aantal sporten, evenementen en deelnemers. Daarnaast zijn er extra onderdelen, bijvoorbeeld een gecombineerde biatlon/langlaufestafette, een ijshockeyvaardigheidswedstrijd en een shorttrackestafette met vier verschillende landen per team.

## Doel van de Jeugdspelen
Het doel van de Olympische Jeugdspelen is:
- Getalenteerde atleten van over de gehele wereld bij elkaar brengen om deel te nemen in competities op hoog niveau;
- Het uitvoeren van educatieve programma's met betrekking tot het belang van sport als onderdeel van een gezonde levensstijl, de sociale waarden van sport en over de gevaren van doping en overmatig trainen;
- Het toepassen van de modernste communicatiekanalen om de olympische waarden en de geest van de Olympische Jeugdspelen te promoten.

## Organisator
Op 12 december 2008 werd Innsbruck door het IOC als gastheer gekozen. In de slotstemming kreeg het met 84 tegen 15 stemmen de voorkeur boven het Finse Kuopio. Een maand eerder liet het uitvoerend comité van het IOC het Chinese Harbin en het Noorse Lillehammer afvallen. Andere steden hadden zich niet aangemeld.
Innsbruck was eerder de organisator van de Olympische Winterspelen 1964 en Olympische Winterspelen 1976. Lillehammer organiseerde de Olympische Winterspelen 1994.

## Programma
| OC | Openingsceremonie | ● | Wedstrijddag | 1 | Medailleonderdeel | G | Gala | SC | Sluitingsceremonie |

| Januari            | 13 Vr | 14 Za | 15 Zo | 16 Ma | 17 Di | 18 Wo | 19 Do | 20 Vr | 21 Za | 22 Zo | Onderdelen |
| ------------------ | ----- | ----- | ----- | ----- | ----- | ----- | ----- | ----- | ----- | ----- | ---------- |
| Ceremonies         | OC    |       |       |       |       |       |       |       |       | SC    |            |
| Alpineskiën        |       | 2     | 2     |       | 1     | 1     | 1     | 1     | 1     |       | 9          |
| Biatlon            |       |       | 2     | 2     |       |       | 1     |       | 1     |       | 5,5        |
| Langlaufen         |       |       |       |       | 2     |       | 2     |       | 1     |       | 4,5        |
| Bobsleeën          |       |       |       |       |       |       |       |       |       | 2     | 2          |
| Curling            |       | ●     | ●     | ●     | ●     | 1     |       | ●     | ●     | 1     | 2          |
| Freestyleskiën     |       | ●     | 2     |       |       |       | ●     | 2     |       |       | 4          |
| IJshockey          | ●     | ●     | ●     | ●     | ●     | ●     | 2     | ●     | ●     | 2     | 4          |
| Kunstrijden        |       | ●     | ●     | 2     | 2     |       |       |       | 1     | G     | 5          |
| Noordse combinatie |       |       | 1     |       |       |       |       | 1     |       |       | 1,5        |
| Schansspringen     |       | 2     |       |       |       |       |       | 1     |       |       | 2,5        |
| Rodelen            |       |       | 1     | 2     | 1     |       |       |       |       |       | 4          |
| Schaatsen          |       | 2     |       | 2     |       | 2     |       | 2     |       |       | 8          |
| Shorttrack         |       |       |       |       |       | 2     | 2     |       | 1     |       | 5          |
| Skeleton           |       |       |       |       |       |       |       |       | 2     |       | 2          |
| Snowboarden        |       | ●     | 2     |       |       |       | ●     | 2     |       |       | 4          |
| Totaal             |       | 6     | 10    | 8     | 6     | 6     | 8     | 8     | 6     | 5     | 63         |
| Cumulatief         |       | 6     | 16    | 24    | 30    | 36    | 44    | 52    | 58    | 63    |            |
| Januari            | 13 Vr | 14 Za | 15 Zo | 16 Ma | 17 Di | 18 Wo | 19 Do | 20 Vr | 21 Za | 22 Zo | Onderdelen |

## Medaillespiegel
Onderstaande medaillespiegel geeft de top 10 weer plus België. Het thuisland heeft een blauwe achtergrond.
| Plaats | Land             | NOC | Goud | Zilver | Brons | Totaal |
| ------ | ---------------- | --- | ---- | ------ | ----- | ------ |
| 1      | Duitsland        | GER | 8    | 7      | 2     | 17     |
| 2      | China            | CHN | 7    | 4      | 4     | 15     |
| 3      | Oostenrijk       | AUT | 6    | 4      | 3     | 13     |
| 4      | Zuid-Korea       | KOR | 6    | 3      | 2     | 11     |
| 5      | Rusland          | RUS | 5    | 4      | 7     | 16     |
| 6      | Nederland        | NED | 4    | 1      | 2     | 7      |
| 7      | Zwitserland      | SUI | 3    | 0      | 5     | 8      |
| 8      | Japan            | JPN | 2    | 5      | 9     | 16     |
| 9      | Noorwegen        | NOR | 2    | 5      | 2     | 9      |
| 10     | Verenigde Staten | USA | 2    | 3      | 3     | 8      |
|        |                  |     |      |        |       |        |
| 24     | België           | BEL | 0    | 1      | 0     | 1      |

## Deelnemers
1042 sporters uit 70 landen namen deel.

## Organisatie
De organisatie ontving een subsidie van € 5.000.000 vanuit de federale overheid van Oostenrijk, in het kader van een subsidieregeling voor grote sportevenementen.